# Pristimantis platydactylus
Pristimantis platydactylus es una especie de anfibio anuro de la familia Craugastoridae.

## Distribución
Esta especie es endémica y habita entre los 1000 y 3470 m de altitud:
- en Perú en las regiones de Ayacucho, Cuzco, Madre de Dios y Puno;
- en Bolivia en los departamentos de La Paz, Cochabamba y Santa Cruz.[4]

## Descripción
El holotipo mide 32 mm.

## Publicación original
- Boulenger, 1903 : Descriptions of new batrachians in the British Museum. Annals and Magazine of Natural History, sér. 7, vol. 12, p. 552-557[5]